# (8236) Gainsborough
(8236) Gainsborough ist ein Asteroid des mittleren Hauptgürtels, der am 24. September 1960 von dem niederländischen Astronomenehepaar Cornelis Johannes van Houten und Ingrid van Houten-Groeneveld entdeckt wurde. Die Entdeckung geschah im Rahmen des Palomar-Leiden-Surveys, bei dem von Tom Gehrels mit dem 120-cm-Oschin-Schmidt-Teleskop des Palomar-Observatoriums aufgenommene Feldplatten an der Universität Leiden durchmustert wurden.
Der Asteroid gehört zur Dora-Familie, einer Gruppe von Asteroiden, die nach (668) Dora benannt ist. Die zeitlosen (nichtoskulierenden) Bahnelemente von (8236) Gainsborough sind fast identisch mit denjenigen des größeren, wenn man von der Absoluten Helligkeit von 13,9 gegenüber 14,8 ausgeht, Asteroiden (5345) Boynton.
(8236) Gainsborough ist nach dem englischen Maler Thomas Gainsborough benannt, der sich besonders der Porträt- und Landschaftsmalerei widmete und neben William Hogarth und Joshua Reynolds als bedeutendster englischer Maler des 18. Jahrhunderts gilt. Die Benennung erfolgte am 2. April 1999. Schon 1985 war ein Einschlagkrater auf der südlichen Hemisphäre des Planeten Merkur nach Thomas Gainsborough benannt worden: Merkurkrater Gainsborough.